# Josep Rufà i Gràcia
Josep Rufà i Gràcia, né le 8 mai 1970, est un homme politique espagnol membre de la Gauche républicaine de Catalogne (ERC).

## Biographie

### Vie privée
Il est marié et père de deux filles.

### Carrière politique
De 1991 à 1995, il est conseiller municipal de La Secuita.
Le 20 décembre 2015, il est élu sénateur pour Tarragone au Sénat et réélu en 2016.